# 2416-os mellékút (Magyarország)
A 2416-os számú mellékút egy négy számjegyű mellékút Heves vármegyében. A Mátra délkeleti részén fekvő települések legfontosabb összekötő útja.

## Nyomvonala
Gyöngyös és Visonta közigazgatási határának közvetlen közelében, de visontai területen ágazik ki a 3-as főútból, annak 84-85. kilométerei között. Észak felé indul, de a fő iránya nagyjából végig keleti. Pár száz méteren Gyöngyös keleti külterületén húzódik, majd átlép ismét Visonta területére, a Sár-hegy lábainál keletre fordul, majd harmadik kilométerénél Abasár területére lép. Végigkanyarog a településen, ahol az 5+500-as kilométerszelvénye környékén beletorkollik északról a 2419-es út, majd a 6+300-asnál a 24 145-ös út, utóbbi csaknem 6,5 kilométer megtétele után.
8,5 kilométer után éri el Markaz területét, majd a 16. kilométernél Domoszló központját; előtte a 15+700-as kilométerszelvénye környékén beletorkollik a 2418-as út. 18 kilométer megtétele után átlép Kisnána területére, kevéssel a huszadik kilométere előtt elhalad a kisnánai vár mellett, azt északról harántolva, majd nem sokkal a huszadik kilométeren túljutva kiágazik belőle déli irányban, Vécs központja felé a 24 131-es út.
22 kilométer után átlép Verpelét külterületére, 25+500-as kilométerszelvényénél kiágazik belőle észak-északnyugatnak a 2415-ös út, majd keresztezi a Kisterenye–Kál-Kápolna-vasútvonalat. Utána rögtön kiágazik, ugyancsak észak-északnyugat felé a 24 309-es mellékút, ami a megszűnt Verpelét megállóhelyhez vezetett. Verpelét központjában, nagyjából a 27+600-as kilométerszelvénynél torkollik bele a 2417-es út, 10,5 kilométer megtétele után.
32. kilométerénél az út, néhány száz méter erejéig Feldebrő külterületén halad, majd Egerszólát területén húzódik, bár egyik települést sem közelíti meg, mindkettő központja jó pár kilométernyi távolságban van ettől az úttól. 35 kilométer megtétele után éri el Egerszalók határát, a település központján a 37. és 38. kilométere között halad keresztül. Közben, a 37+650-es kilométerszelvény közelében beletorkollik a 24 129-es út dél (Demjén és Kerecsend) felől. 41+100-as kilométerszelvénye közelében torkollik bele északnyugat felől a 24 128-as út, már Eger területén. A 25-ös főútba torkollva ér véget, annak 13+800-as kilométerszelvénye táján, Eger Hatvanihóstya városrészében.
Az országos közutak térképes nyilvántartását szolgáló kira.gov.hu adatbázisa szerint a teljes hossza 43,380 kilométer.

## Települések az út mentén
- Visonta
- Gyöngyös
- Abasár
- Markaz
- Domoszló
- Kisnána
- Verpelét
- (Feldebrő)
- (Egerszólát)
- Egerszalók
- Eger

## Története
1934-ben a kereskedelem- és közlekedésügyi miniszter 70 846/1934. számú rendelete a Verpeléten keresztülhúzódó szakaszát (a mai 2415-ös és a 2417-es utak keresztezései között) harmadrendű főúttá nyilvánította, további mai mellékúti útszakaszokkal együtt, 214-es útszámozással. (Az akkori 214-es főút Kápolnától Sirok, Pétervására és Zabar érintésével egészen az országhatárig húzódott.) Verpelét és Eger közti szakaszát a rendelet alapján 1937-ben kiadott közlekedési térkép rendszeres autóbusz-forgalmat bonyolító mellékútként tünteti fel, a Gyöngyös-Verpelét szakaszt viszont mellékútként sem jelöli.
Egy dátum nélküli, feltehetőleg 1950 körül készült közúthálózati térkép a Gyöngyös-Verpelét közti szakaszát 212-es útszámozással szerepelteti, folytatása viszont mellékútként sincs jelölve.